# Songs for Ageing Children
Songs for Ageing Children (sottotitolo Let The Feeling Talk To You) è un album discografico del musicista folk statunitense Dave Van Ronk, pubblicato nel 1973.

## Tracce
Lato 1
1. Duncan & Brady (Traditional) – 3:48
2. Green Rocky Road (Len Chandler) – 4:08
3. As You Make Your Bed (Bertolt Brecht, Kurt Weill) – 4:21
4. Teddy Bears' Picnic (Bratton & Kennedy) – 2:22
5. Song for Joni (Dave Van Ronk) – 2:02

Lato 2
1. Work with Me Annie (Hank Ballard) – 2:30
2. River (Joni Mitchell) – 2:45
3. My Little Grass Shack in Kealakekua, Hawaii – 3:35
4. Sail Away (Randy Newman) – 2:54
5. Candy Man (Rev. Gary Davis) – 2:43
6. Last Call (Van Ronk) – 3:07